# Patricia Mayorga
Patricia Mayorga o Patricia Mayorga Ordóñez  es una periodista mexicana, reconocida por su trabajo denunciando violaciones a los derechos humanos en Chihuahua.

## Trayectoria periodística
Comenzó su carrera como periodista en el año 2000, cubriendo temas de salud y educación. Más tarde enfocó su trabajo hacia temas de corrupción, violencia, feminicidios y violaciones a los derechos humanos en Chihuahua. Sus primeros trabajos los realizó publicando para medios como el Heraldo de Chihuahua y más tarde colaboró en el Diario de Juárez.
Es reconocida por su trabajo como corresponsal del semanario Proceso, donde ha publicado trabajos denunciando las violaciones a los derechos humanos de los pueblos indígenas en la Sierra Tarahumara, así como la violencia y el narcotráfico en dicha zona del estado de Chihuahua.
Es fundadora de la  Red Libre Periodismo colectivo creado en 2012, que tiene por objetivo la promoción de la libertad mediante la capacitación a periodistas independientes en Chihuahua.
En marzo del 2017, tras el asesinato de la periodista Miroslava Breach Velducea, Patricia Mayorga se vio forzada a abandonar su residencia en la ciudad de Chihuahua, luego de recibir diversas amenazas por el ejercicio de su labor periodística.

## Premio Internacional a la Libertad de Prensa
En noviembre del 2017, el Comité para la Protección de Periodistas (CPJ), por sus siglas en inglés, le otorgó el Premio Internacional a la Libertad de Prensa, reconociendo su trabajo y trayectoria. Mayorga recibió el premio de manos de la actriz Meryl Streep en una ceremonia celebrada en la ciudad de Nueva York.
Mayorga dedicó su reconocimiento a sus colegas Miroslava Breach y Javier Valdez, periodistas asesinados ese mismo año, por denunciar lazos entre la política y el narcotráfico en México. En su discurso de aceptación, Mayorga dijo:

“Vengo de una tierra herida, donde aprendemos a vivir con el dolor extremo y la injusticia que se hizo costumbre. De un país en el que campea la narcopolítica y necropolítica. Conocemos perfectamente el riesgo y algunos han optado por cumplir con su deber.

Dos meses antes de que la asesinaran Miroslava Breach y yo nos preguntábamos ¿por qué seguíamos? Ella se negaba a ser cómplice y yo a defraudar a a gente que ha confiado y ha puesto su última esperanza en el periodismo. Miroslava tenía claro el riesgo de investigar la narcopolítica, sobre todo en la Sierra Tarahumara, donde controla el crimen organizado hace años, donde lo cotidiano es el desplazamiento forzado las desapariciones forzadas, la muerte y el silencio cómplice. Contra toda lógica y en estado de indefensión para los periodistas en México era necesario seguir y seguimos. La mataron el 23 de marzo, 2 meses después asesinaron a  Javier Valdez en Sinaloa por cubrir víctimas del narcotráfico. Yo me refugié en Perú, protegida por el CPJ. Llegué con el alma quebrada, con una lápida dolorosa y cuestionando ¿por qué Miroslava estaba muerta? La angustia es profunda y pulveriza el cuerpo, pero de ese abismo emergió la fuerza nuevamente para lucha con mayor determinación, mejor preparada.

En México la mayoría de las empresas periodísticas incumplen con el mínimo de seguridad. Ejercemos entre varios fuegos, desde los gobiernos que estigmatizan, espían y criminalizan a los periodistas, hasta los cárteles. Entre los que intentan controlar y destruir al periodismo, donde se condiciona la línea editorial a convenios de publicidad oficial, a costa del dolor exacerbado de los mexicanos. Este premio es por y para Miroslava y Javier, quienes nos dejaron el gran reto de desnudar la narcopolítica y a los corruptos que tan inmenso daño le hacen a nuestro pueblo. Ahora parece imposible que podamos lograr un país sin impunidad y sin sangre inocente. Admito que es difícil, pero no acepto que sea imposible”.
 Patricia Mayorga